# Aiguines
Aiguines is een gemeente in het Franse departement Var (regio Provence-Alpes-Côte d'Azur) en telt 219 inwoners (1999). De plaats maakt deel uit van het arrondissement Brignoles en ligt aan de zuidelijke auto-route Corniche Sublime van de Gorges du Verdon.

## Geografie
De oppervlakte van Aiguines bedraagt 103,5 km², de bevolkingsdichtheid is 2,1 inwoners per km².
Het dorp ligt aan de voet van de Grand Margès (1577m) en kijkt uit over het meer van Sainte-Croix. Het uitgestrekte grondgebied omvat ook de bron van de Vaumale en het plateau van Canjuers.
De gemeente maakt integraal deel uit van het Regionaal natuurpark Verdon.
Zo'n 60% van het territorium wordt ingenomen door het militair kamp van Canjuers.
Door het grondgebied stromen twee rivieren: de Verdon en de Artuby.
De onderstaande kaart toont de ligging van Aiguines met de belangrijkste infrastructuur en aangrenzende gemeenten.

## Demografie
Onderstaande figuur toont het verloop van het inwonertal (bron: INSEE-tellingen).

## Galerij

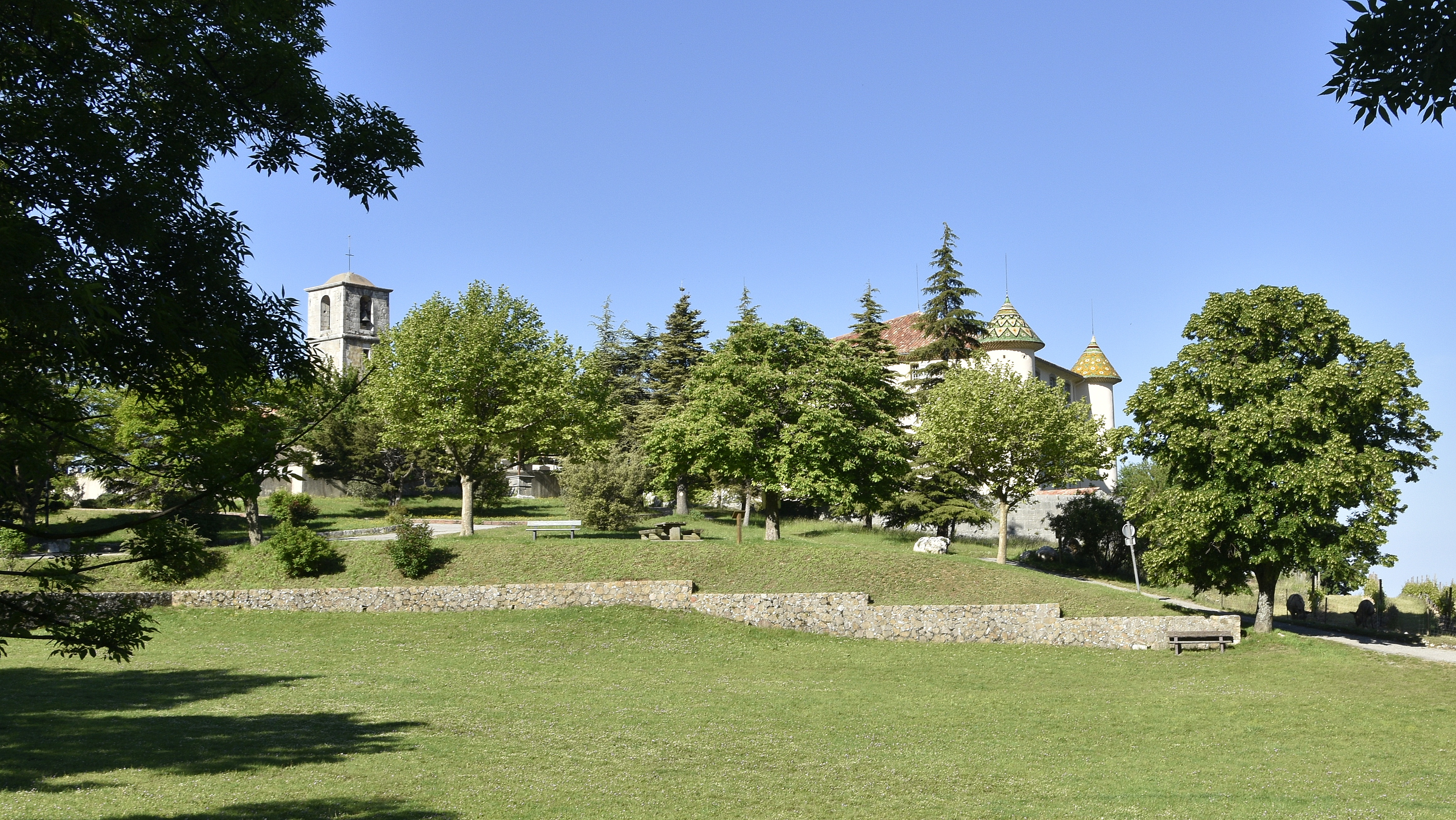
Kerk en kasteel
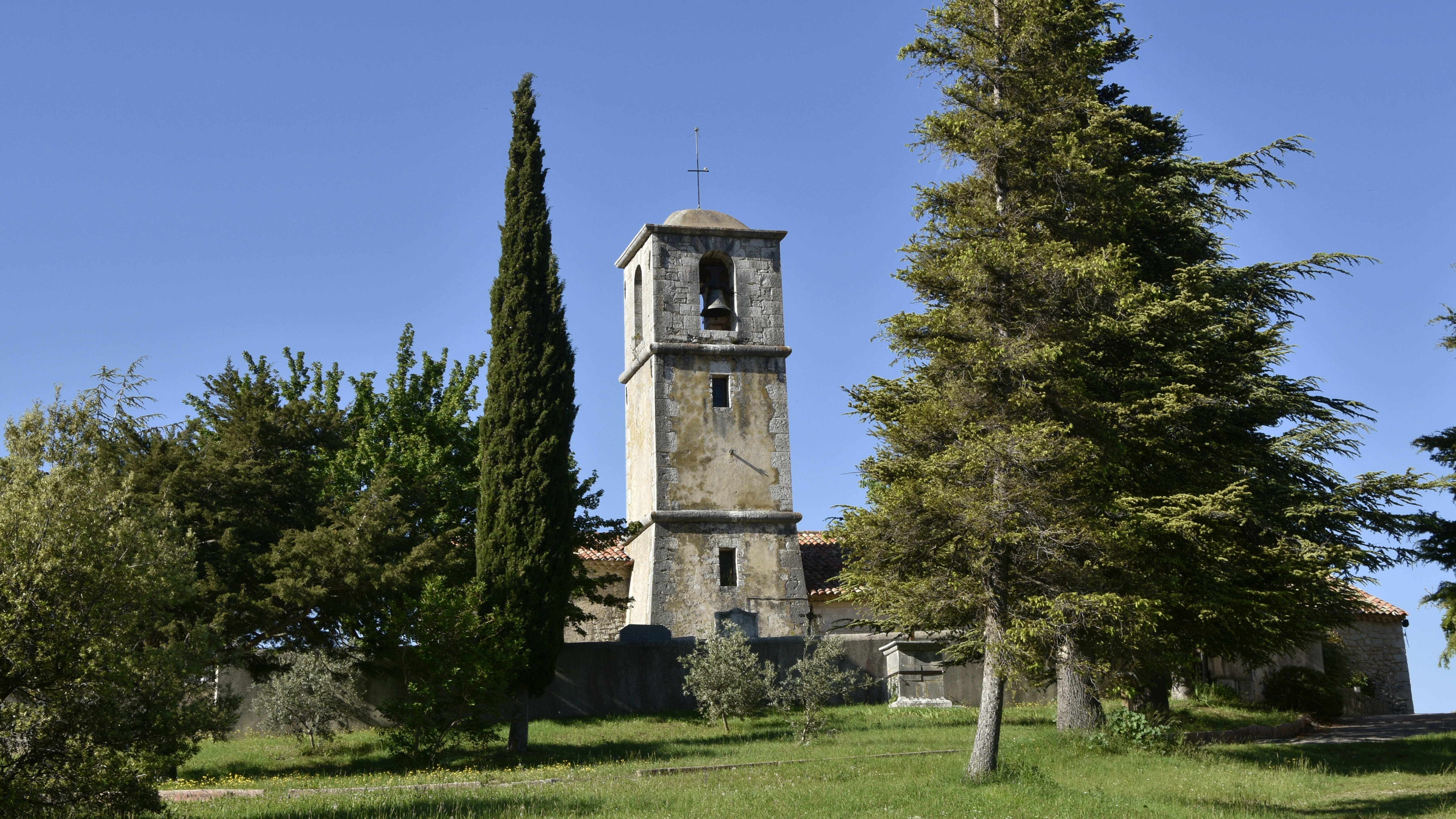
Eglise Saint-Jean
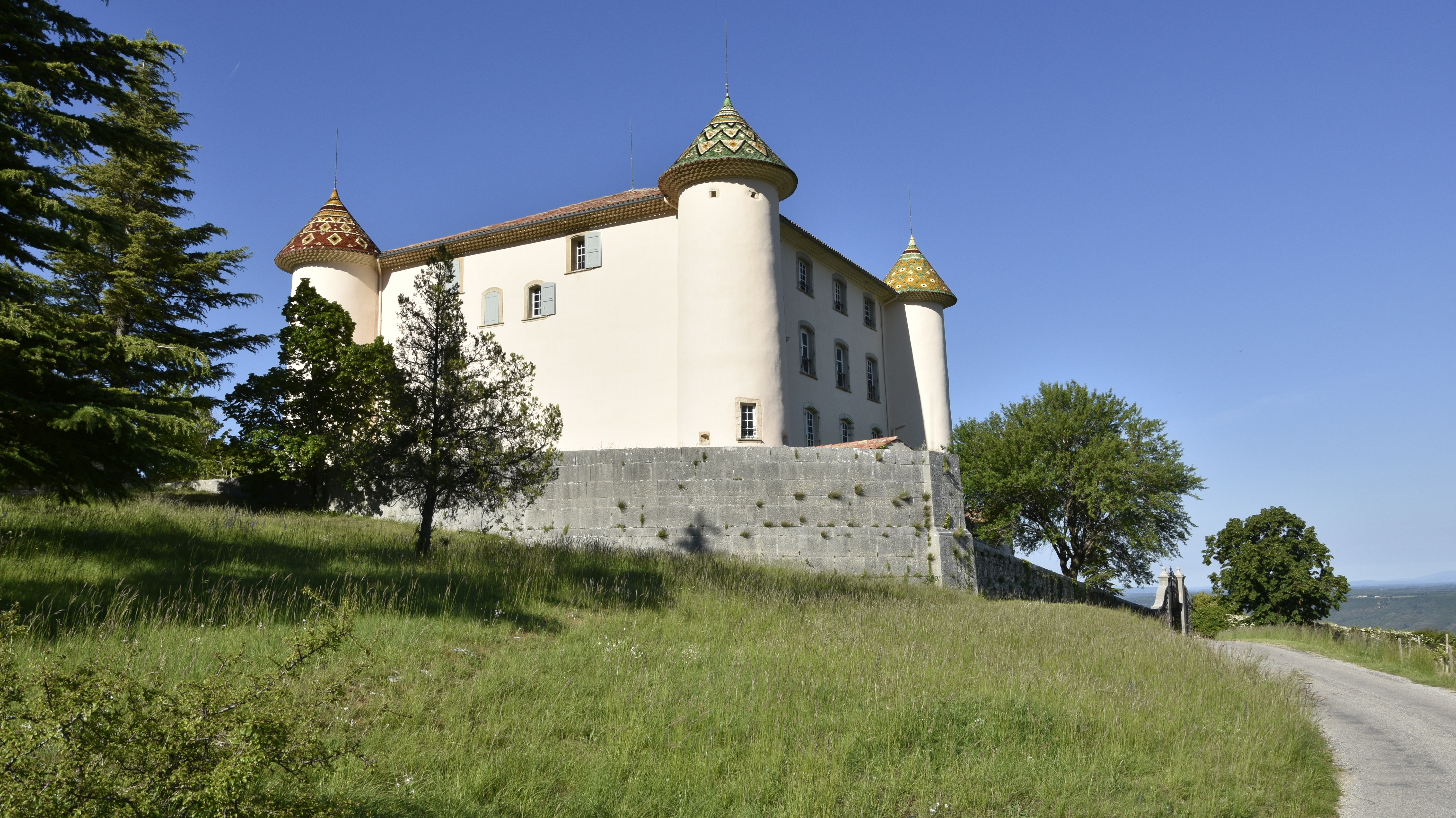
Het kasteel